# Robănești
Robăneşti é uma comuna romena localizada no distrito de Dolj, na região de Oltênia. A comuna possui uma área de 59.69 km² e sua população era de 2497 habitantes segundo o censo de 2007.